# 和谷泰扶
和谷泰扶（1960年—），生于日本京都，日本半音阶口琴演奏家。1966年开始跟随小林忠夫学习口琴。1984年，和谷在同志社大学商学部毕业并获得经济学学位后， 于1984年至1988年在德国特罗辛根国立音乐学院跟随海慕特‧埃罗尔德学习半音阶口琴。和谷也曾师从加拿大口琴独奏家汤米·雷利。1988年至2002年，和谷应邀在特罗辛根国立音乐学院担任口琴讲师。自2005年起，他在日本洗足学园音乐大学担任口琴教授。和谷也曾受邀在在许多口琴比赛和音乐节中担任裁判，包括世界口琴节和亚太口琴节。

## 近年的职业生涯

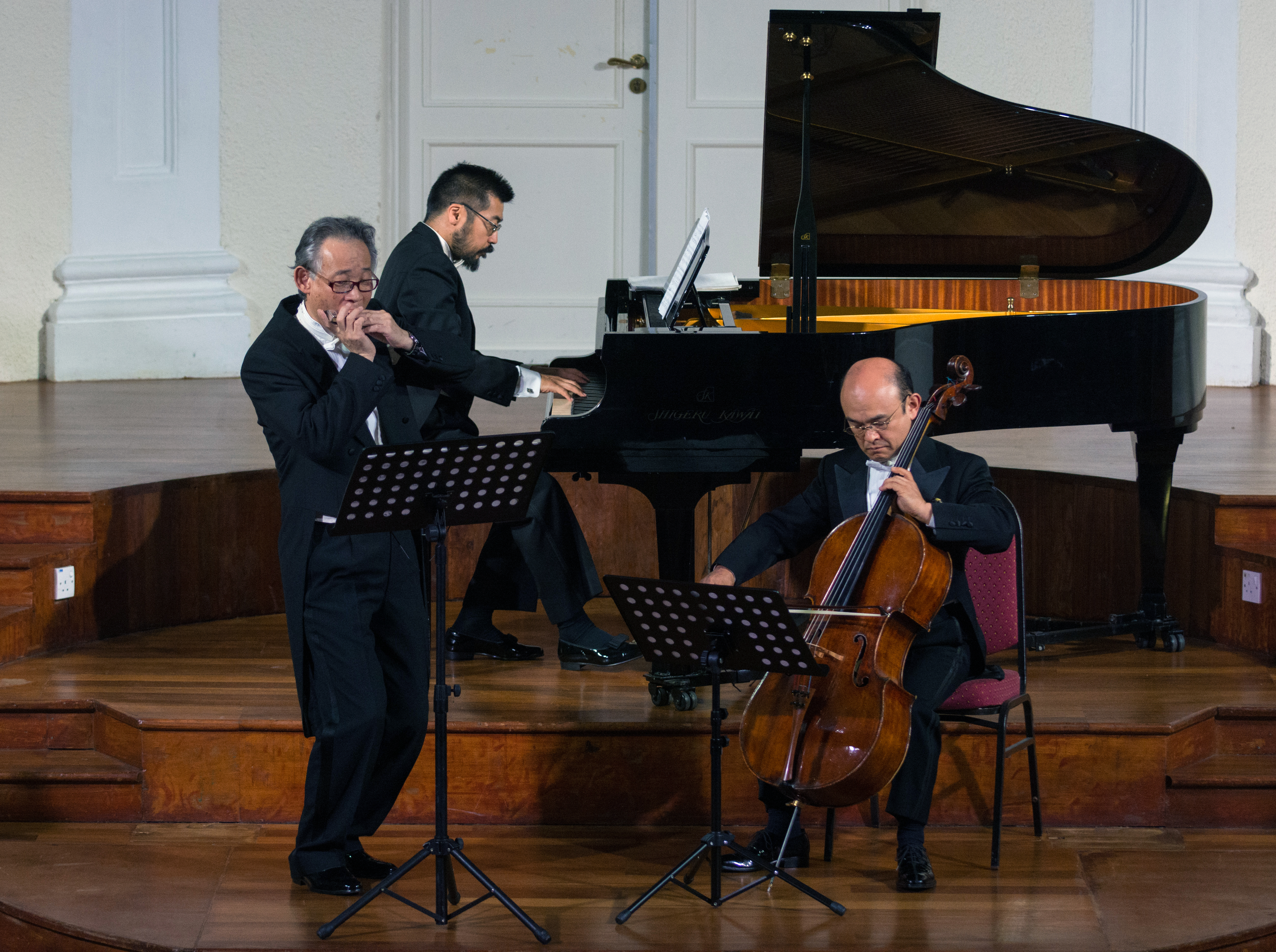
乐团在新加坡艺术之家表演《曼珠沙华幻想》

### 和谷泰扶口琴-大提琴-钢琴三重奏乐团
2012 年，和谷泰扶开始与大提琴家菊池知也、钢琴家荒尾岳兒合作，成立了和谷泰扶口琴-大提琴-钢琴三重奏乐团。2012年4月7日，此世界首创的口琴-大提琴-钢琴三重奏乐团在日本朝日音乐厅举行了首场音乐会。这场音乐会由《朝日新闻》和日本音乐协会联合举办。此后，他们每年都有演出。
2013年，乐团录制了一张名为《斗牛士，激情之口琴》的国际专辑，该专辑收录了阿斯托尔·皮亚佐拉、帕布罗·德·萨拉萨蒂、詹姆斯·穆迪、曼努埃尔·德·法雅、埃内斯托·莱库奥纳和帕布罗·卡萨尔斯的作品。2016年，乐团在新加坡艺术之家举办了首场海外音乐会"古典口琴三重奏"。
自乐团成立以来，和谷一直积极地与海外钢琴家和大提琴家合奏，以此来推广此种新型演奏形式。2012年，他在新加坡与大提琴家曾伟成和钢琴家和谷麻里子一起表演了卡米尔·圣桑的《天鹅》、阿斯托尔·皮亚佐拉的《自由探戈》和维托里奥·蒙蒂的《查尔达什》。2014年，和谷在新加坡滨海艺术中心的"口琴幻想"音乐会上，与贝森朵夫钢琴家许宝容、大提琴家Natasha Liu一起演奏了皮亚佐拉的《遗忘》。

#### 乐团的其他成员
菊池知也（大提琴家）：于东京艺术大学音乐专业毕业。目前，他是日本爱乐乐团的大提琴独奏家。他也是东京纪尾井小交响乐团、阿尔法弦乐四重奏乐团、游牧乐团、巴洛克21乐团和洛可可乐团的成员。此外，菊池还是东京艺术大学、桐朋学园大学音乐学院和艺术学院的兼职讲师。
荒尾岳兒（钢琴家）：于东京艺术大学硕士毕业，日本现代音乐学会会员。荒尾曾在富永雅之，松平赖晓和野平一郎的指导下学习作曲。他还是野泽真弓和远藤郁子的钢琴学生。荒尾是一位深受器乐和声乐音乐家信赖的钢琴伴奏者。荒尾被任命为东京艺术大学的兼职讲师，三重大学的助理教授。目前，他是东京音乐大学的副教授。

### 音乐教育家
1988年至2002年，和谷泰扶应邀在特罗辛根国立音乐学院担任口琴讲师。自2005年起，和谷在日本洗足学园音乐大学担任口琴教授。自1999年至今，和谷也是新加坡国立大学口琴乐团的驻团口琴讲师。2003年至2009年，和谷也曾指导新加坡的肯特岗口琴乐团，并于2006年与其一同灌制了乐团同名CD。2010年，新加坡教育部也任命和谷为新加坡青年节口琴项目的裁判，和谷也履行职责至今。
和谷泰扶指导了许多年轻一辈的半音阶口琴演奏家。其中一些如下：
- 竹内直子
- Katherin Gass
- 稻川有德
- 何卓彦
- 欧俊乐
- 黄志荣
- 潘倩敏
- 潘倩衡
- 梁承熹
- 肯特岗口琴乐团的成员：Cheong Wee Gee, Ong Wee Meng, Nyo Shueen Yann, Sherine Ho 和 Budi Santoso

## 作曲家
和谷泰扶为半音阶口琴创作的部分作品如下：
- 《幻想练习曲》(Fantasy Etude)
- 《游离》(Excursion )
- 《梦幻》(Fantasy Dream)

## 获奖记录
- 1988年：在荷兰举办的国际口琴比赛中获第一名
- 1989年：在德国特罗辛根举办的第二届世界口琴大赛中获第一名
- 1996年：村松赏
- 1997年：京都青山音乐赏[2]
- 1998年：京都文化赏奖励赏[3]

## 唱片目录
- 1995年：《口琴幻想》(Harmonica Fantasy) 和谷泰扶，半音阶口琴； Tomislav Baynov，钢琴；Hiroaki Mizuma，大管；和谷麻里子，钢琴
- 1995年：《ハーモニカによる日本の調べ 》 和谷泰扶，半音阶口琴；野平一郎，钢琴
- 1999年：《口琴幻想》(Harmonica Fantasy) 灌录了新加坡举办的现场音乐会
- 2004年：《口琴怀旧：口琴与弦乐三重奏、大键琴、竖琴》(Harmonica Nostalgia: Harmonica with String Trio Cembalo and Harp) 和谷泰扶，半音阶口琴；Daiki Shimizu，小提琴；Kenta Matsumi，中提琴；Shinichi Eguchi，大提琴；Marie Nishiyama，竖琴和大键琴
- 2013年：《斗牛士，激情之口琴》(Matador, The Harmonica of Passion) 和谷泰扶，半音阶口琴；荒尾岳兒，钢琴；菊池知也，大提琴
- 2017年：《曼珠沙华幻想》(Manjushage Fantasy) 和谷泰扶，半音阶口琴；荒尾岳兒，钢琴；菊池知也，大提琴

## 媒体报道
和谷泰扶的表演曾在德国与日本广播协会的广播和电视节目中播出。